# 高知市役所
高知市役所（こうちしやくしょ）は、日本の地方公共団体である高知市の組織が入る施設（役所）である。

## 庁舎
- 開庁時間：午前8時30分から午後5時15分まで
- 閉庁日：土曜日・日曜日・祝日・振替休日等、年末年始（12月29日から1月3日まで）

### 本庁舎
- 所在地：高知県高知市本町五丁目1番45号
- 開設時期：2019年[2]

| 階 | 部                                                              | 課名・施設名等                                  | 課名・施設名等                                  | 課名・施設名等                                  |
| -- | --------------------------------------------------------------- | ----------------------------------------------- | ----------------------------------------------- | ----------------------------------------------- |
| 6F | 総務部                                                          | 人事課 (人材育成)                               | 情報政策課                                      | 情報政策課                                      |
| 5F | 環境部                                                          | 新エネルギー・環境政策課                        | 環境施設対策課                                  | 環境施設対策課                                  |
| 5F | 環境部                                                          | 環境保全課                                      | 廃棄物対策課                                    | 廃棄物対策課                                    |
| 5F | 都市建設部                                                      | 都市建設総務課                                  | 都市計画課                                      | 建築指導課                                      |
| 5F | 都市建設部                                                      | 住宅政策課 (高知市営住宅管理センター)           |                                                 |                                                 |
| 5F | 都市建設部                                                      | 公共建築課                                      | みどり課                                        | 道路管理課                                      |
| 5F | 都市建設部                                                      | 道路整備課                                      | 河川水路課                                      | 河川水路課                                      |
| 4F | 総務部                                                          | 市長・副市長室                                  | 秘書課                                          | 政策企画課                                      |
| 4F | 総務部                                                          | 地域活性推進課                                  | 広聴広報課                                      | 総務課                                          |
| 4F | 総務部                                                          | 人事課                                          | 文書法制課                                      | 行政改革推進課                                  |
| 4F | 財務部                                                          | 財政課                                          | 財産政策課                                      | 管財課                                          |
| 3F | 総務部                                                          | 契約課                                          | 契約課                                          | 契約課                                          |
| 3F | 市民協働部                                                      | くらし・交通安全課                              | 交通戦略課                                      | 交通戦略課                                      |
| 3F | 市民協働部                                                      | 人権同和・男女共同参画課                        | 地籍調査課                                      | 地籍調査課                                      |
| 3F | 健康福祉部                                                      | 地域保健課 (ワクチン接種推進係)                 | 地域保健課 (ワクチン接種推進係)                 | 地域保健課 (ワクチン接種推進係)                 |
| 3F | こども未来部                                                    | 子育て給付課                                    | 子ども育成課                                    | 子ども育成課                                    |
| 3F | こども未来部                                                    | 保育幼稚園課                                    | 子ども家庭支援センター                          | 子ども家庭支援センター                          |
| 3F | 都市建設部                                                      | 技術監理課                                      | 技術監理課                                      | 技術監理課                                      |
| 3F | 高知市議会                                                      | 議会事務局                                      | 議会会派控室                                    | 議場・委員会室                                  |
| 2F | 財務部                                                          | 税務管理課                                      | 市民税課                                        | 資産税課                                        |
| 2F | 健康福祉部                                                      | 健康福祉総務課                                  | 地域共生社会推進課                              | 指導監査課                                      |
| 2F | 健康福祉部                                                      | 介護保険課                                      | 高齢者支援課                                    | 高齢者支援課                                    |
| 2F | 健康福祉部                                                      | 福祉管理課                                      | 第一福祉課                                      | 第二福祉課                                      |
| 2F | 固定資産評価審査委員会                                          |                                                 |                                                 |                                                 |
| 2F | 食堂                                                            |                                                 |                                                 |                                                 |
| 1F | 総務部                                                          | 情報公開・市民相談センター                      | 情報公開・市民相談センター                      | 情報公開・市民相談センター                      |
| 1F | 市民協働部                                                      | 消費生活センター                                | 中央窓口センター                                | 中央窓口センター                                |
| 1F | 健康福祉部                                                      | 保険医療課                                      | 障がい福祉課                                    | 障がい福祉課                                    |
| 1F | 出納課                                                          |                                                 |                                                 |                                                 |
| 1F | 休日・夜間窓口                                                  |                                                 |                                                 |                                                 |
| 1F | 金融機関 (四国銀行高知市役所支店)・ATM (高知銀行・高知信用金庫) |                                                 |                                                 |                                                 |
| 1F | コンビニエンスストア (ファミリーマート高知市役所店)             |                                                 |                                                 |                                                 |
| BF |                                                                 | 来庁者用駐車場 (118台＋車いす使用者用駐車場6台) | 来庁者用駐車場 (118台＋車いす使用者用駐車場6台) | 来庁者用駐車場 (118台＋車いす使用者用駐車場6台) |

### 南別館
- 所在地：高知市本町五丁目6番13号

| 階 | 概 要                                                                                              |
| -- | -------------------------------------------------------------------------------------------------- |
| 6F | みどり課、農業水産課、耕地課、高知市観光協会、観光課、臨時特例給付室                               |
| 5F | 住宅課、同和・人権啓発課、男女共同参画課                                                           |
| 4F | 開発指導課、建築指導課、都市計画課                                                                 |
| 3F | 公共建築課、みどり課、都市整備総務課                                                               |
| 2F | 情報公開センター、産業政策課、中心市街地活性化推進事務所、高知市雇用創出促進協議会、商工労政総務課 |

### たかじょう庁舎
- 所在地：高知市鷹匠町二丁目1番43号
- 開設時期：2001年[2]

| 階 | 概 要                                                                      |
| -- | -------------------------------------------------------------------------- |
| 6F | 人事政策室（研修担当）                                                     |
| 5F | 監査委員事務局、公平委員会、土地開発公社、中央広域事務組合、農業委員会     |
| 4F | 生涯学習課、学校教育課、学事課、学校給食会                                 |
| 3F | 選挙管理委員会、外部監査委員会、教育委員会総務課、人権教育課               |
| 2F | 市民活動サポートセンター、町内会連合会事務局、まちづくり推進課、交通安全課 |

### 総合あんしんセンター
- 所在地：高知市丸ノ内一丁目7番45号
- 開設時期：2009年[2]

| 階 | 概 要 |
| -- | --- |
| 5F | 災害対策本部、防災対策部、高知市消防局                                                                                               |
| 4F | 高知県医師会、救急医療情報センター                                                                                                   |
| 3F | 高知県医師会立准看護学院 |
| 2F | 高知市保健所、高知県歯科医師会、高知県薬剤師会、高知県栄養士会、高知県放射線技師会、高知県臨床検査技師会                             |
| 1F | 高知市保健所、日本赤十字社高知県支部、高知市食品衛生協会、歯科保健センター、調剤薬局、休日夜間急患センター、平日夜間小児急患センター |

### その他の庁舎
鏡庁舎
- かがみ ちょうしゃ
- 所在地：高知市鏡小浜7番地

土佐山庁舎
- とさやま ちょうしゃ
- 所在地：高知市土佐山127番地
- 開設時期：2019年[2]

春野庁舎
- はるの ちょうしゃ
- 所在地：高知市春野町西分15番地

柳原分館
- やなぎはら ぶんかん
- 所在地：高知市鷹匠町二丁目5番7号
- 開設時期：1979年[2]

## アクセス
本庁舎
- 県庁前停留場（とさでん交通伊野線）

## 窓口センター
概要
- 戸籍関連（戸籍届出、埋火葬許可書の交付）、住民票関連（転出届、転入届、転居届、その他の住民票関連の届出）、印鑑登録申請、預かり（印鑑登録申請、国民年金加入届、国民健康保険資格取得届等、介護保険申請書、児童手当申請書、乳幼児医療等申請書、後期高齢者医療再交付申請書等）、証明書の発行を扱っている。
- なお、平日午後5時30分以降は取り扱いできない場合あり、土曜日・日曜日・祝日・年末年始は取り扱いはしていない。

所在地
- 塚ノ原窓口センター（つかのはら まどぐちセンター） - 高知市塚ノ原251番地4（サンプラザ塚ノ原店）
- 三里窓口センター（みさと-） - 高知市仁井田1618番地27（サンシャイン三里店駐車場）
- 高須窓口センター（たかす-） - 高知市高須三丁目27番34号（ナンコクスーパー高須店駐車場）
- 薊野窓口センター（あぞうの-） - 高知市薊野西町三丁目18番7号（サニーマートあぞの店駐車場）
- 朝倉窓口センター（あさくら-） - 高知市朝倉東町52番地15（フジグラン高知2階）
- 瀬戸窓口センター（せと-） - 高知市瀬戸東町二丁目7番地（サンシャインヴィアン1階）
- 鏡窓口センター（かがみ-） - 高知市鏡小浜7番地（鏡庁舎）
- 土佐山窓口センター（とさやま-） - 高知市土佐山127番地（土佐山庁舎）
- 春野窓口センター（はるの-） - 高知市春野町西分15番地（春野庁舎）